# Liste de lieux saints
« Lieu saint » redirige ici. Pour l’article homophone, voir Lieusaint.
Cette page est une liste de lieux considérés comme saints par différents groupes religieux. Ces lieux peuvent être considérés comme « intrinsèquement » saints ou sacrés, constituant des centres ou sites culturels, cultuels ou spirituels importants (Swamithoppe pour les Ayyavazhi, par exemple) ou bien encore être le haut siège d'une religion (La Mecque pour les musulmans, par exemple).
Le professeur Marc Levatois qui s’inscrit dans un courant historiographique qui, depuis le début du XXe siècle, met l'accent sur l'approche spatiale de la religion, distingue le « lieu saint » (lieu où s'incarne le divin, tels que les sanctuaires de pèlerinage ou d’apparitions), et le « lieu sacré » (lieu où se déroule la prière et la vie consacrée, tels que le sanctuaire paroissial ou le monastère).

## Anangus
Uluru/Ayers Rock est un relief isolé au centre de l'Australie. Ce rocher est sacré pour les aborigènes de la région, notamment les Pitjantjatjara.

## Assyro-Babylonien
1. Bab El (Irak), la « porte de Dieu », appelée Babilu en akkadien et Kadingirra en sumérien.
2. Ashour (Irak), la cité du dieu tutélaire de l'Assyrie, le dieu du ciel.
3. Ninive (Irak), capitale de l'Empire assyrien.
4. Ur (Irak), lieu de naissance d'Abraham, père des juifs, des chrétiens et des musulmans.
5. Nippour (Irak), capitale sainte de l'Empire sumérien.

## Bahaïsme

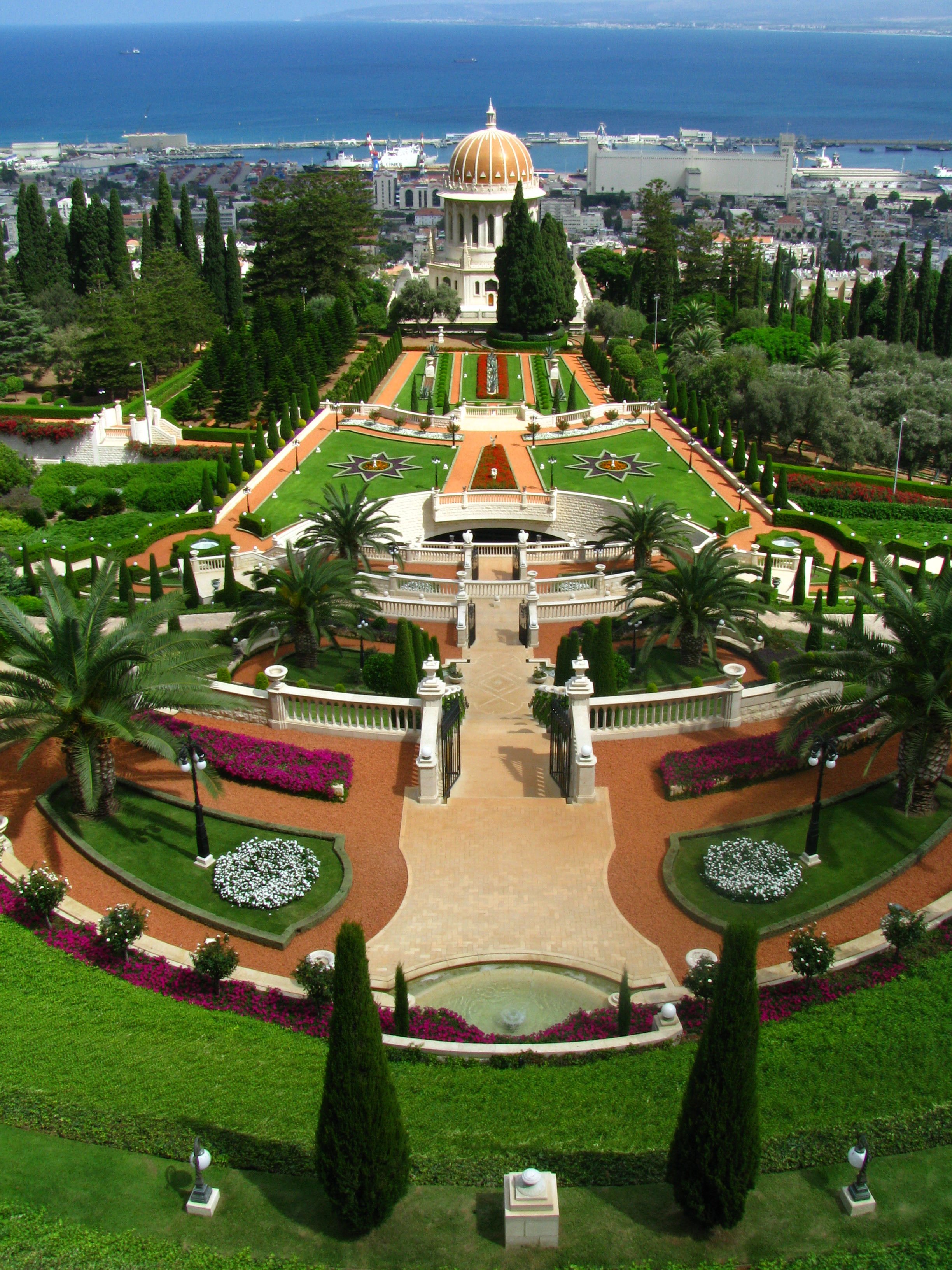
Vue des terrasses du jardin Baha'i à Haïfa.

1. Bagdad (Irak), la maison de Bahá'u'lláh, dans laquelle il vécut de 1853 à 1863
2. Shiraz (Iran), la maison du Báb, où il déclara sa mission au Mullá Husayn, le 23 mai 1844
3. Acre (Israël), mausolée de Bahá'u'lláh
4. Haïfa (Israël), mausolée du Báb et centre mondial du mouvement bahá'í. Un jardin en dénivelé sur 19 terrasses a été construit au mont Carmel grâce aux donations des bahá'ís à travers le monde. Ce jardin splendide, entretenu par les fidèles, renferme le tombeau du Báb.

## Bouddhisme

### Les quatre lieux saints
1. Lumbini (Népal), reconnu communément comme le lieu de naissance du Gautama Buddha
2. Bodh Gaya (Inde), là où Gautama Buddha reçut l'Illumination
3. Sarnath (Inde), où Gautama Buddha donna son premier enseignement sur le dharma, et où le sangha fut créé
4. Kushinagar (Inde), où Gautama Buddha mourut et entra dans le parinirvana

### Autres pèlerinages
1. Anuradhapura (Sri Lanka)
2. Kandy (Sri Lanka)

### Bouddhisme tibétain
1. Lhassa (Tibet), ville des Dalai Lamas, capitale du Tibet
2. Shigatse (Tibet), ville du Panchen Lama
3. Tsourphou (Tibet), monastère du Karmapa

## Christianisme

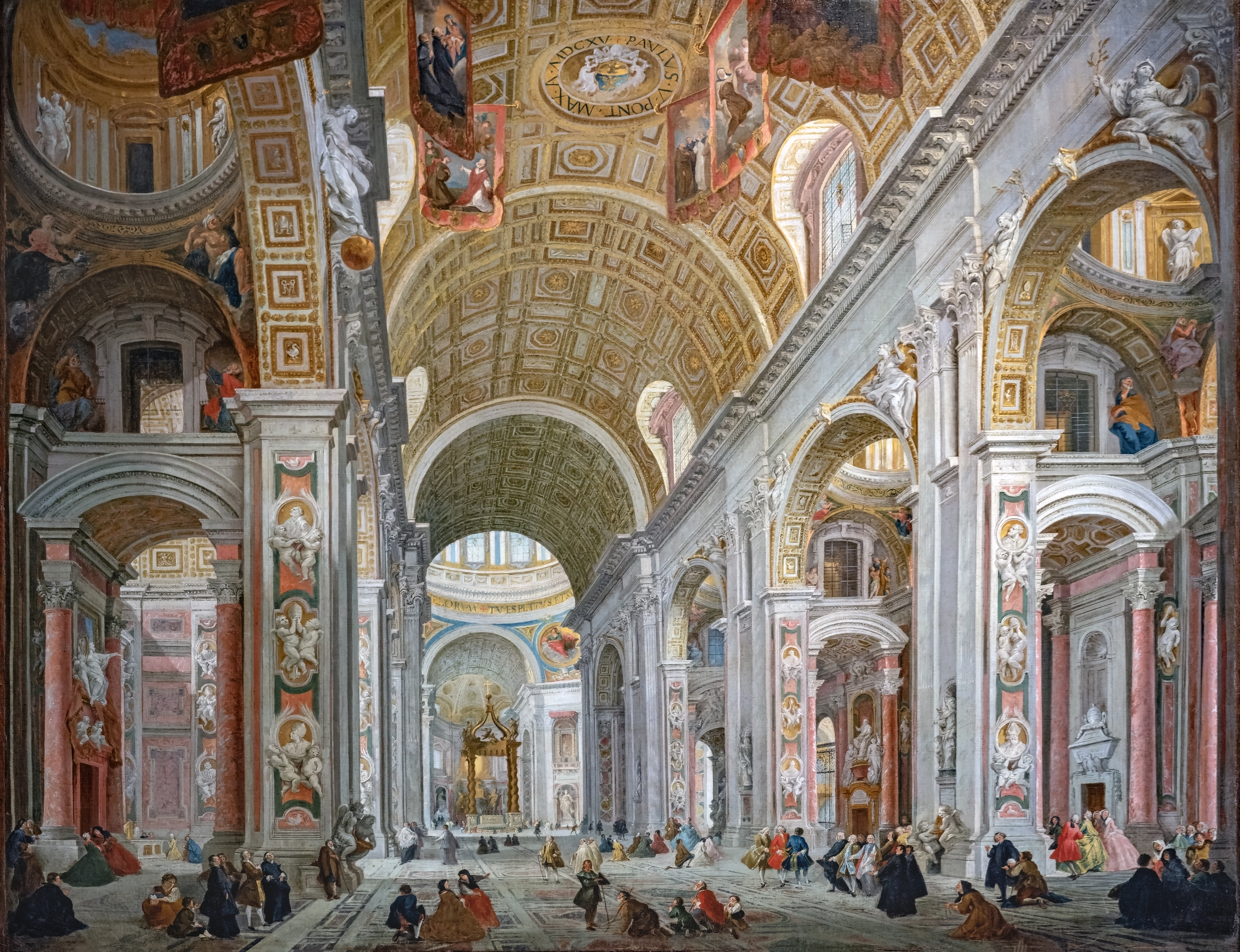
L'intérieur de la basilique Saint-Pierre au Vatican.

1. Terre sainte (Israël et Palestine), région où est né et a vécu Jésus, Juif de Galilée, avec une importance toute particulière accordée à Jérusalem où il fit sans doute plusieurs pèlerinages au Temple de Jérusalem, où il fut arrêté, jugé et condamné. Traditionnellement, il est considéré comme avoir été crucifié en l'an 30 sur le mont Golgotha et enterré le soir même. Pour les chrétiens, il fut revu vivant le troisième jour et resta visible à ses disciples pendant encore 40 jours. On trouve à Jérusalem l'église du Saint-Sépulcre (où le corps de Jésus crucifié avait été déposé). Sous le roi Salomon, la ville est nominalement l'image terrestre de la Jérusalem céleste, ce qui explique pourquoi les cartes anciennes dans les pays christianisés sont orientées vers Jérusalem et que les cathédrales catholiques et anglicanes sont également tournées vers elle. En tout cas, les cathédrales gothiques sont « orientées » :  Jésus étant « la lumière du monde », l'abside est tournée vers l'est. Bethléem (lieu de naissance de Jésus selon les évangiles), Nazareth (ville où grandit Jésus et où il tenta de prêcher dans la synagogue) sont également des lieux saints importants pour la chrétienté.
2. Antioche (Turquie), première ville christianisée par Paul de Tarse et où naît le nom de « chrétiens ».
3. Rome (Italie), lieu du martyre des saints Pierre et Paul (en 66 ou 67). Centre du christianisme après Antioche. Pierre étant considéré comme le premier évêque de Rome, ses successeurs acquirent au fil des temps une prééminence et suprématie illustrée par le titre de « pape ».

Un certain nombre d'Églises chrétiennes possèdent leurs villes saintes propres. l'Église de Jérusalem en compte 22.

### Christianisme catholique
- Le Vatican (44 hectares) est ce qui reste des États de l'Église, que Pépin le Bref avait conquis pour les donner au pape au VIIIe siècle. Ces États de l'Église qui donnaient un pouvoir temporel et des ressources financières à la papauté, ont perduré jusqu'en 1870, date à laquelle, dans le processus d'unification nationale ils furent rattachés à l'Italie. En 1929, les accords du Latran, accordèrent à la papauté la pleine possession de 44 hectares autour de la basilique Saint-Pierre et le statut d'État souverain. Le Saint-Siège a le statut d'observateur à l'ONU.

#### Lieux de pèlerinage
1. Saint-Jacques-de-Compostelle (Espagne), lieu du tombeau du saint Jacques et centre de pèlerinage.
2. Assise (Italie), lieu du tombeau du saint François d'Assise
3. Lourdes (France)
4. Knock (Irlande)
5. Fátima (Portugal)
6. Jasna Góra (Pologne), monastère
7. Aparecida (Brésil), centre de pèlerinage le plus populaire dans l'Amérique latine.
8. Santo Toribio de Liébana (Espagne)
9. Caravaca de la Cruz (Espagne)
10. Chartres (France)
11. Walsingham (Royaume-Uni), abandonné dans le XVIe siècle mais rétabli dans le XIXe siècle.

### Christianisme orthodoxe

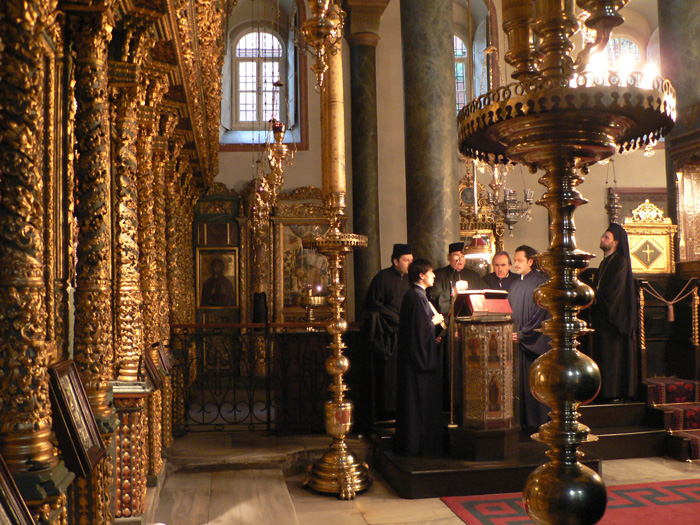
L'intérieur de l'Église Saint-Georges d'Istanbul, siège du Patriarche de Constantinople.

1. Mont Athos[2] (Grèce), ce lieu saint de l'orthodoxie jouit d'un tel prestige chez les chrétiens orthodoxes que l'État grec lui a offert une quasi indépendance (voir République monastique du Mont Athos) à l'image du Vatican chez les catholiques.
2. Monastères orthodoxes serbes du Kosovo[2], l'Union européenne a classé les monastères orthodoxes Serbes du Kosovo, parmi les cinq plus importants lieux saints du bassin méditerranéen. Parmi les plus importants monastères on peut citer le Monastère de Gračanica et  le monastère de Visoki Dečani.
3. Constantinople (aujourd'hui Istanbul, Turquie) était le centre de tout le christianisme orthodoxe, et reste le centre spirituel[3].
4. Mtskheta (Géorgie), lieu où l'orthodoxie en Géorgie commençait.
5. Etchmiadzin (ou Vagharchapat) (Arménie), lieu où le saint Grégoire l'Illuminateur bâtit la première église en Arménie. Elle est l'ancienne capitale et la ville la plus sainte du pays.
6. Alexandrie (Égypte), lieu du martyre du saint Marc (en 68 ou 75). Marc étant considéré comme le premier archevêque d'Alexandrie, ses successeurs acquirent le titre de 'pape des coptes'.
7. Aksoum (Éthiopie), le lieu saint le plus important chez les Éthiopiens, où se trouve l'Église Sainte-Marie-de-Sion, qui est crue d'abriter l'Arche d'alliance.
8. Lalibela (Éthiopie), centre de pèlerinage en Éthiopie.

### Christianisme protestant

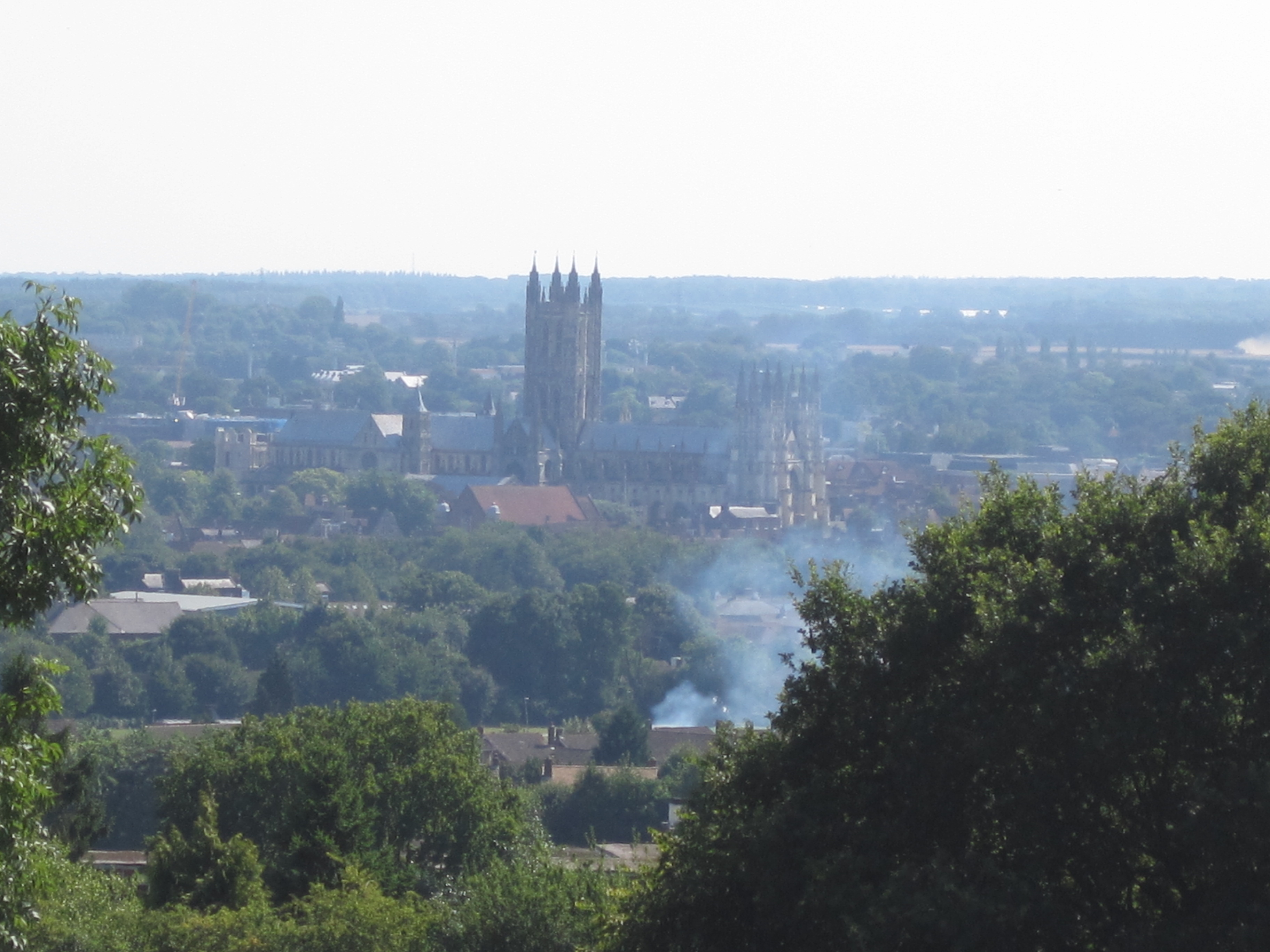
Vue de Cantorbéry, dont la cathédrale, centre de l'Église d'Angleterre.

1. Cantorbéry (Royaume-Uni), lieu où saint Augustin (de Cantorbéry), son premier archevêque, prêchait aux anglais, et lieu du pèlerinage au Moyen Âge. Après la fondation de l'Église d'Angleterre, les successeurs d'Augustin acquirent une prééminence et suprématie avec le titre d'« archevêque de Cantorbéry ».
2. Walsingham (Royaume-Uni), centre de pèlerinage également pour les anglicanes et les catholiques.
3. Genève (Suisse), lieu où Jean Calvin, fondateur du Calvinisme, était gouverneur et où il faisait beaucoup de son travail.
4. Wittenberg (Allemagne), lieu où Martin Luther placarda ses 95 thèses à la porte de l'église de la ville.
5. Nashville, Tennessee (États-Unis), considéré comme le centre de l'évangélisme aux États-Unis.
6. Modjowarno (Indonésie), considéré comme le point de départ de la propagation du christianisme dans la province indonésienne de Java oriental.

## Égypte ancienne
1. Héliopolis - capitale religieuse de l'Égypte antique et centre cultuel de Rê, principalement.
2. Abydos - capitale religieuse de l'Égypte antique, centre cultuel d'Osiris (et aussi d'Anubis, d'Oupouaout et de Khentamentiou) et lieu de la tombe symbolique de celui-ci, ainsi que de sa tête.
3. Thèbes - centre cultuel d'Amon, de sa femme Mout et de leur fils Khonsu, ainsi que de Montou.
4. Memphis - centre cultuel de Ptah, de Sekhmet et de Nefertoum en grande partie.
5. Philæ - centre cultuel de la déesse Isis-Hathor.
6. Bouto - centre cultuel d'Ouadjet et lieu où Isis éleva Horus.
7. Nekhen - sanctuaire dédié à Horus. Pendant de la ville de Bouto.
8. Île de Biggeh - lieu d'inhumation d'Osiris.
9. Dendérah - centre cultuel de la déesse Hathor.
10. Tanis - sanctuaire d'Amon, d'Horus et de Mout. « La Thèbes du Nord »

## Grèce antique
1. Égine - centre cultuel de Zeus.
2. Argos - centre de culte de Héra, Zeus et Hermès.
3. Athènes - centre culturel majeur d'Athéna.
4. Corinthe - centre cultuel de Héra.
5. Délos - lieu de naissance mythique d'Apollon et Artémis, ainsi que centre cultuel de Héra.
6. Delphes - site de l'oracle d'Apollon.
7. Dodone - sanctuaire oraculaire dédié à Zeus et à la Déesse-Mère, révérée sous le nom de Dioné.
8. Éleusis - centre cultuel de Déméter et Perséphone, site des Mystères d'Éleusis.
9. Leuce, centre de culte du héros Achille.
10. Olympie - centre acclamé des anciens jeux olympiques et des Héraia.
11. Poséidonia - centre cultuel pour Athéna, Héra et Apollon.

## Hindouisme

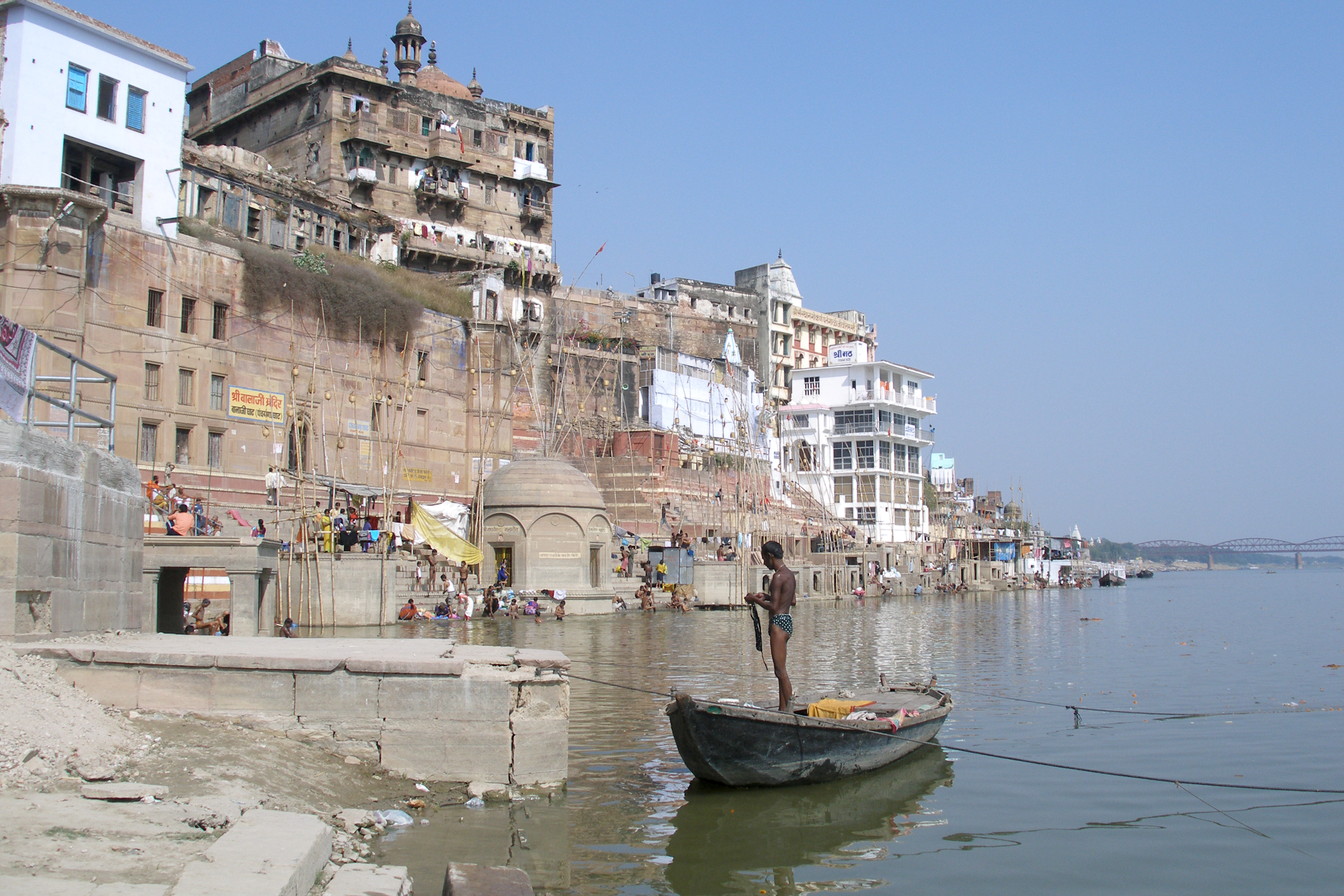
Bénarès est parmi les plus anciennes villes encore actives de nos jours, et est considérée comme l'un des sites les plus sacrés de pèlerinage pour les hindous, indifféremment de leur dénomination.

1. Ahobilam
2. Amarnath
3. Ayodhya
4. Badrinath
5. Belur Math
6. Dakshineswar
7. Kashi (Bénarès ou Varanasi)
8. Gaya
9. Haridwar
10. Kalighat
11. Kamakhya
12. Kanchipuram
13. Katra
14. Madurai
15. Mathura
16. Mayapur
17. Mount Kailash
18. Navadwip
19. Palani
20. Pandharpur
21. Prayag
22. Puri
23. Rameshwaram
24. Sabarimala
25. Tarakeswar
26. Tarapith
27. Tanjavûr
28. Thiruthani
29. Thiruparankundram
30. Mahashivatri
31. Tirupati
32. Udupi
33. Vrindavan
34. Talapady
35. Srikalahasti

### Les sept villes sacrées
1. Ayodhya (Inde)
2. Mathura
3. Haridwar (Maya)
4. Varanasi (La Sainte des saintes)
5. Kanchi
6. Ujjain (Avantika)
7. Dwarka (Inde)

### Jyotirlinga, shivaïsme
1. Bhimashankar
2. Deoghar
3. Dwarka
4. Grishneshwar
5. Kedarnath
6. Omkareshwar
7. Rameswaram
8. Somnath
9. Srisailam
10. Triambakeshwar
11. Ujjaini (Avantika)
12. Kasi (Varanasi)

### Mathams Adi Shankara|Shankara
Les quatre Peethams établis par Sri Adi Shankaracharya sont 
- au sud : Sringeri
- à l'ouest : Dwaraka
- au nord : Jyotirmath: Badrinath
- à l'est : Purî

## Guanche

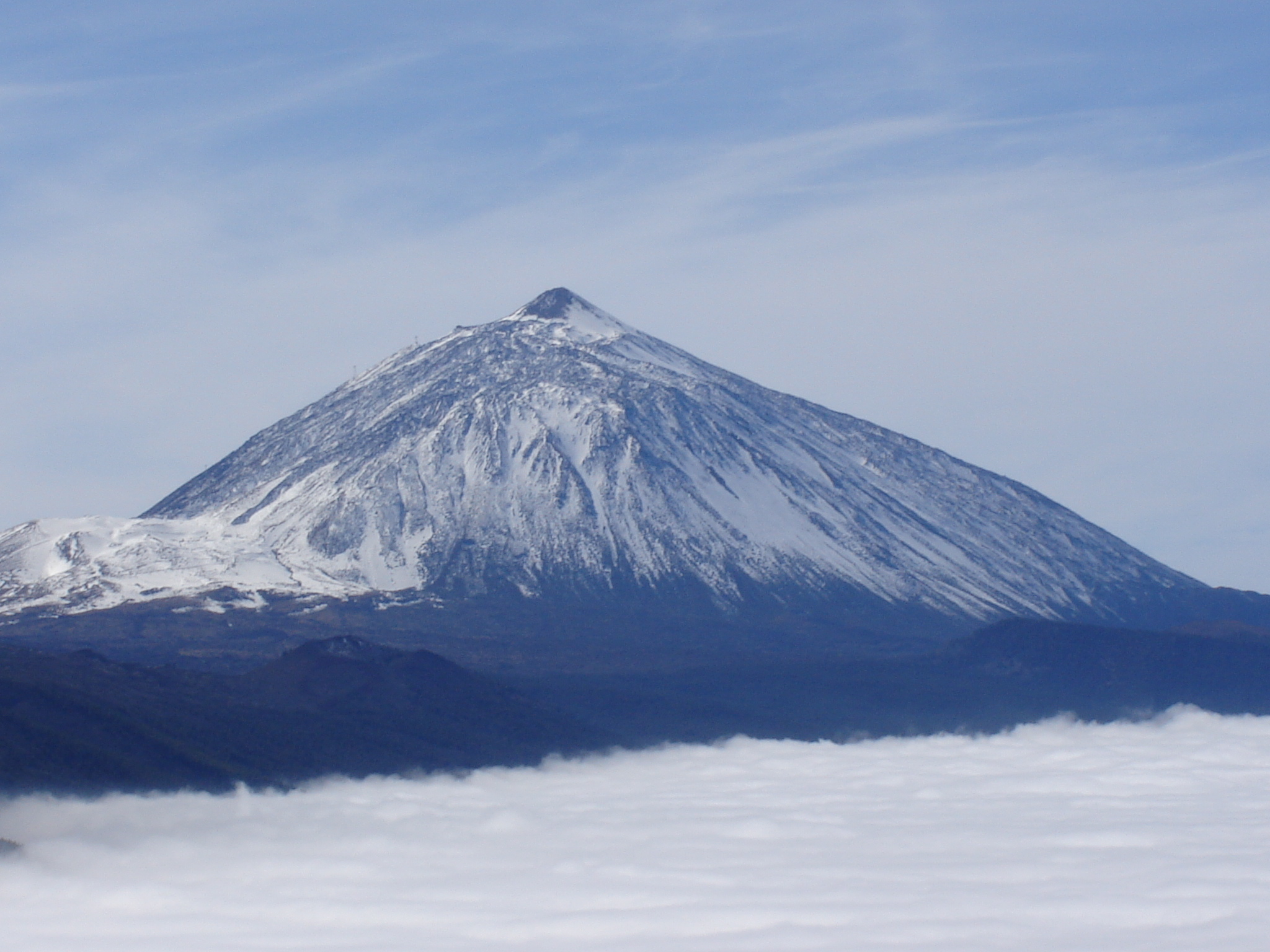
Teide (Tenerife).

Dans cette culture met en évidence les montagnes, les rochers et les grottes sacrées telles que:
1. Teide
2. Tindaya
3. Grotte de Achbinico
4. Grotte de Chinguaro
5. Bentayga
6. Idafe

## Islam

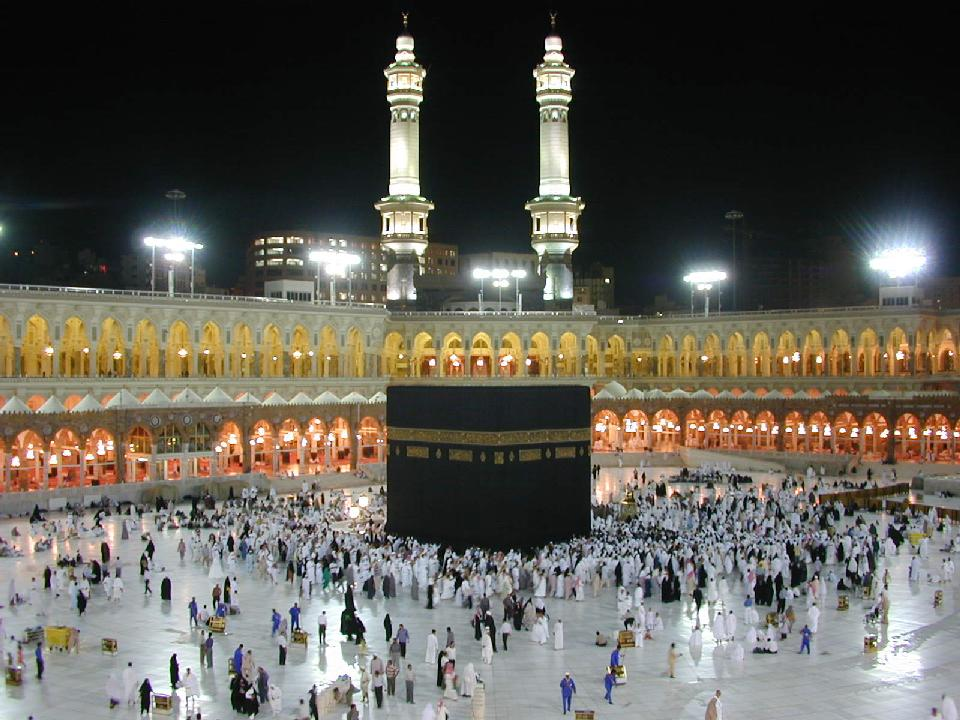
Mosquée al-Haram de La Mecque.

1. La Mecque (Arabie saoudite), ville la plus sainte de l'islam. S'y trouve la Ka'aba, vers laquelle se dirigent les prières, centre du Hajj.(= pèlerinage)
2. Médine (Arabie saoudite), la seconde ville sainte de l'islam, site de la mosquée al-Nabawi, lieu de sépulture de Mahomet, où les Muhajirun émigrèrent lors de l'hégire (622).
3. Jérusalem (Israël et Palestine), la première Qibla (jusqu'en 624), site de la Mosquée Al-Aqsa, où Mahomet serait monté au ciel vers Allah pour y rencontrer Adam, Moïse, Elie et Jésus. Également la ville des anciens prophètes israélites (Temple) et du Dôme du Rocher où l'on place le lieu de sacrifice d'Abraham.

Selon l'historien Dan Gibson, qui s'appuie sur la direction des qiblas pendant les cent premières années, la première ville sainte de l'islam aurait été Pétra (Jordanie) et c'est cette ville qui serait la « mère des cités » dont parle le Coran.
De plus, chaque branche de l'islam possède ses propres villes saintes :

### Sunnisme

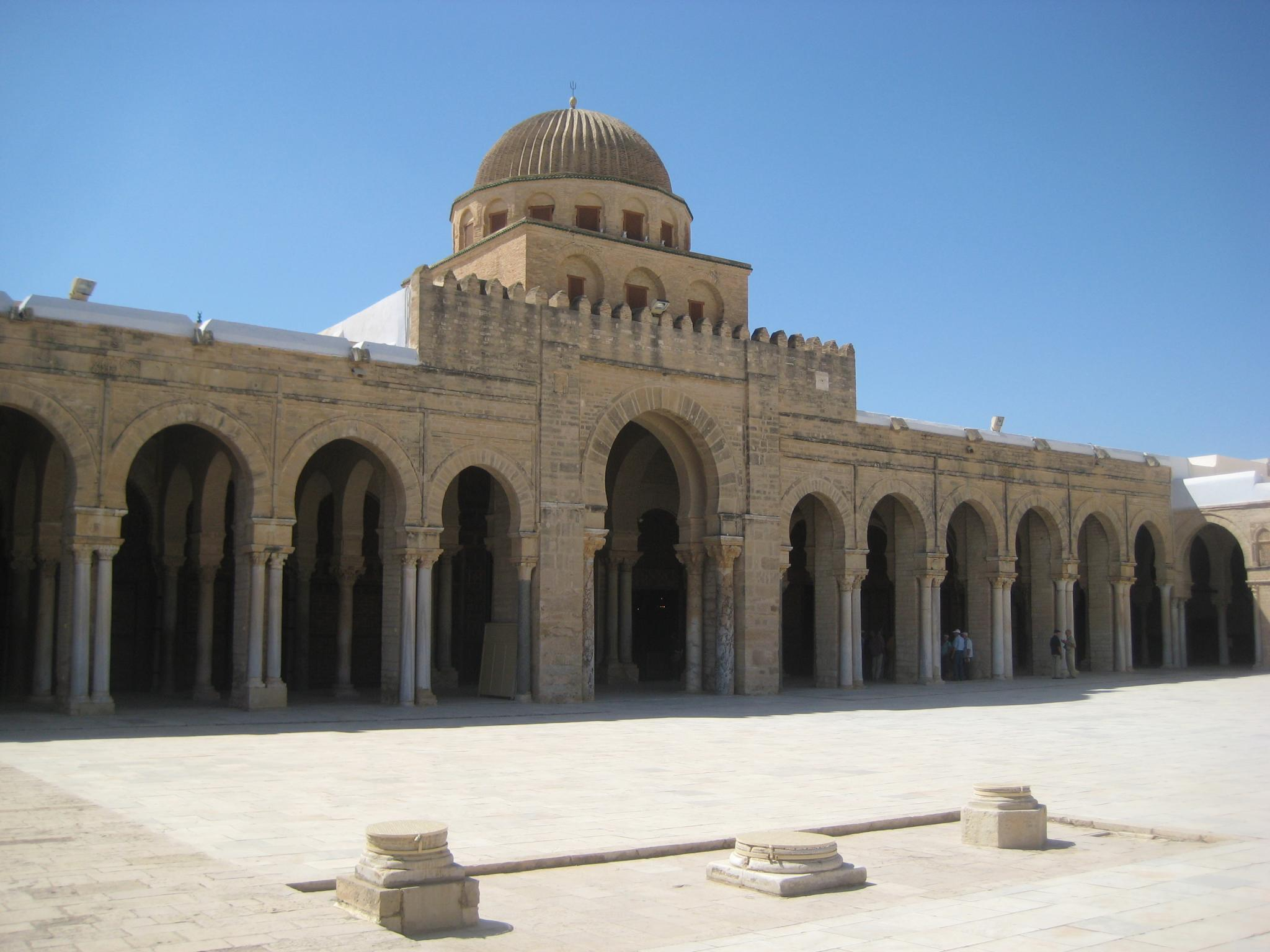
Grande mosquée de Kairouan, Tunisie

Bien qu'il n'y ait pas de cité sainte spécifique pour les musulmans sunnites outre celles mentionnées supra, il y a de nombreuses villes importantes pour le sunnisme, dans lesquelles il s'est formé.
1. Kairouan (Tunisie), la ville, première cité de l'Occident musulman (fondée en 670), est le berceau de l'islam sunnite dans cette région[6] ; elle est considérée, selon la tradition locale, comme l'une des villes saintes de l'islam[7] et, selon Linda Kay Davidson et David Martin Gitlitz[source insuffisante], sept pèlerinages à Kairouan valent un pèlerinage à La Mecque[8]. Parmi les hauts lieux de la ville qui font d'elle un endroit vénéré,  selon ces mêmes auteurs, figurent principalement sa grande mosquée (le plus ancien édifice religieux du monde musulman occidental) et la zaouïa de Sidi Sahab (mausolée d'un compagnon du Prophète)[8]. En 2009, elle est proclamée capitale de la culture islamique par l'Organisation islamique pour l'éducation, les sciences et la culture[9]
2. Bagdad (Irak), d'où le califat régnait à son apogée.
3. Damas (Syrie), siège du pouvoir omeyyade.
4. Tombouctou (Mali) (particulièrement pour les musulmans africains), capitale de l'empire du Mali, et centre de l'enseignement de l'islam en Afrique.
5. Chinguetti (Mauritanie), abritant cinq grandes bibliothèques, centre d'érudition religieuse et scientifique et étape au cours du pèlerinage à La Mecque, est parfois appelée « la septième ville sainte de l'islam ».
6. Boukhara (Ouzbékistan), siège de la dynastie samanide, contient de nombreuses mosquées antiques, dont Po-i-Kalyan
7. Samarcande (Ouzbékistan) (particulièrement[pourquoi ?] pour les musulmans occidentaux[Lesquels ?]), capitale du royaume de Tamerlan.

### Chiisme
1. Nadjaf (Irak), site du mausolée de l'imam Ali, considéré par les musulmans chiites comme leur fondateur; également site du Wadi-us-Salaam.
2. Mazar-e-Charif (Afghanistan), un autre temple de l'imam Ali (bien que la majorité des musulmans pensent qu'Ali ait été enterré à Nadjaf, une minorité significative pense qu'il l'est à Mazar-e-Charif).
3. Karbala (Irak), mausolée de Hussein ben Ali dans le Mashhad al-Hussain.
4. Mashhad (Iran) de l'imam Reza
5. Qom (Iran), site du sanctuaire de Fatima Masoumeh, sœur de l'imam Reza; également site de la mosquée de Jamkaran.
6. Samarra (Irak), site des tombes de Ali al-Hadi et de Hasan al-Askari, ainsi que de la mosquée où l'imam Mahdi s'est occulté.
7. Kazimain (Irak), tombes des imams Musa al-Kadhim et Muhammad al Taqi.

### Soufisme
Ne sont donnés ici que quelques lieux parmi les innombrables sites possédant une signification religieuse pour les soufis.
1. Ajmer (Inde), site du temple et du mausolée de Moinuddin Chishti. Considéré comme important par beaucoup de soufis, mais comme saint par une minorité d'entre eux.
2. Türkistan (Kazakhstan), site du mausolée du soufi du XIIe siècle Hodja Ahmed Yassawi. Connu comme la Seconde Mecque de l'Orient au Moyen Âge. Au Kazakhstan, trois pèlerinages en cet endroit sont considérés comme équivalents à un Hajj.
3. Konya (Turquie), site de la tombe de Mawlana Jalal al-Din Muhammad Rumi, un maître du tasawuff du XIIIe siècle.
4. Delhi (Inde), temple de l'Hazrat Nizamuddin Auliya.
5. Lahore (Pakistan), temple de l'Hazrat Data Ganj Bakhsh.
6. Pakpattan (Pakistan), temple de l'Hazrat Baba Fareed Gangj Shakar.

## Jaïnisme
1. Shravanabelagola (Inde), statue de Gomateshvara
2. Mont Âbû (Inde) et la dentelle de marbre des temples de Dilwara;
3. Palitana (Inde), et ses 863 temples jaïns;
4. Mont Sammeda (Inde), où vingt Tirthankaras ont atteint l'illumination.

## Judaïsme

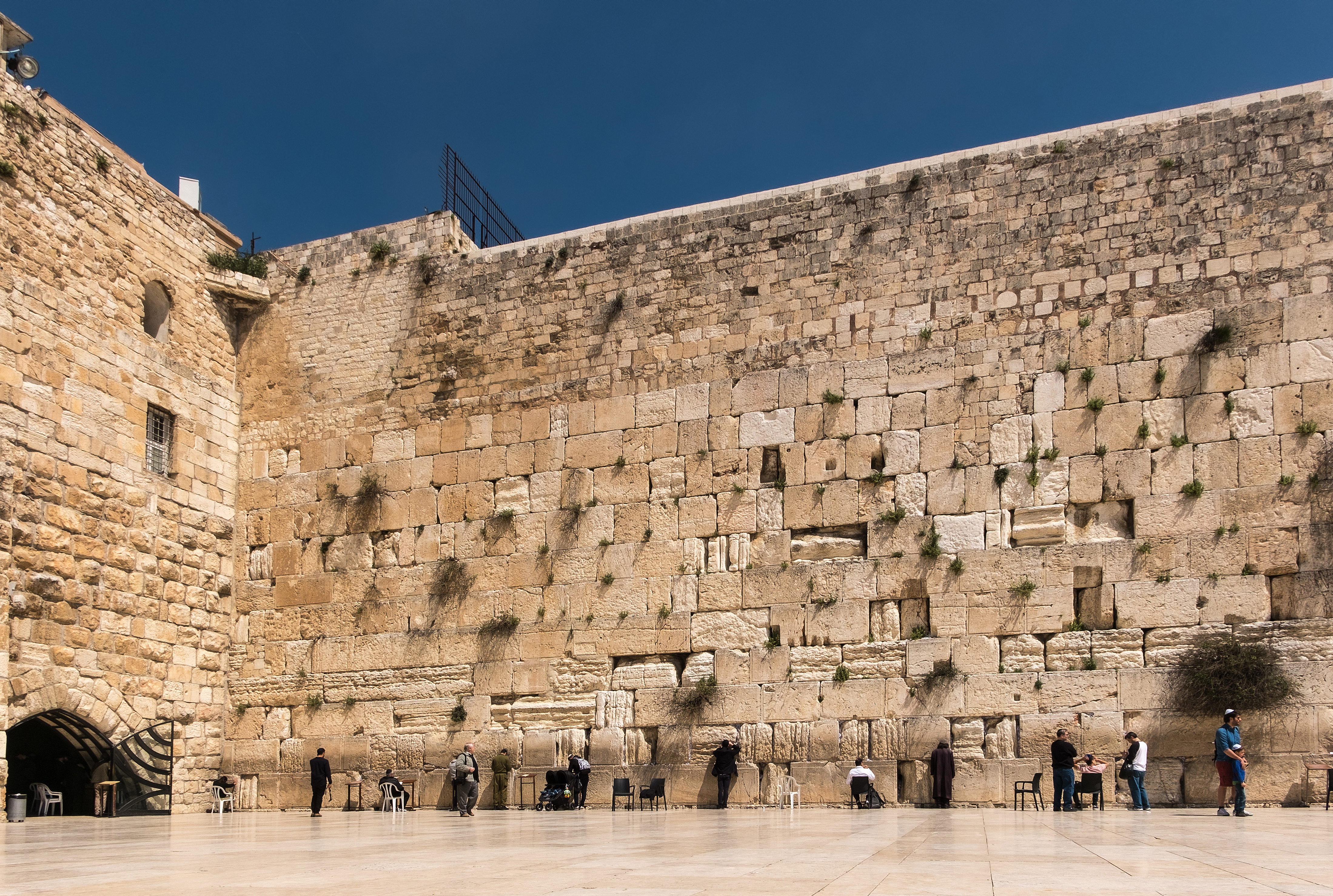
Mur dit des Lamentations, partie d'enceinte du mont du Temple.

1. Mur dit des Lamentations, partie d'enceinte du mont du Temple.Jérusalem (Israël) est la ville la plus sainte au monde dans le judaïsme. Ancienne capitale de la monarchie unifiée d'Israël antique sous les règnes de David et Salomon, avant de devenir celle du royaume de Juda. Elle est mentionnée à plusieurs reprises dans la Bible et est le site des Temples qui s'y sont successivement tenus sur le mont du Temple, et étaient le centre de la vie juive : le Premier Temple et le Second Temple. Le Troisième Temple inaugurera selon la tradition l'ère messianique.

Il existe trois autres lieux saints d'importance légèrement moindre, mais ayant joué un rôle prééminent dans l'histoire juive, et qui furent, avec Jérusalem, de grands centres de peuplement des populations juives en Palestine entre la conquête de Jérusalem et le XIXe siècle :
1. Hébron—le second lieu le plus saint, abritant le tombeau des Patriarches et Matriarches, où sont enterrés selon la tradition les grands patriarches (Abraham, Isaac, et Jacob) et leurs épouses (Sarah, Rebecca, et Léa) ainsi qu'Adam et Ève. Hébron fut aussi la capitale de la monarchie unifiée d'Israël avant que le roi David ne conquière Jérusalem.
2. Bethléem est la troisième ville sainte du judaïsme. Ville d'origine du roi David, la matriarche Rachel y est enterrée.
3. Tzfat, où une bonne partie du Talmud de Jérusalem fut rédigée, et qui abrita le renouveau kabbalistique, en particulier la doctrine d'Isaac Louria et Moïse Cordovero ; Yossef Karo y est aussi enterré. Les Hassidim révèrent particulièrement l'endroit.

Les villes suivantes, bien que n'étant pas considérées saintes per se, furent d'une grande importance culturelle ou spirituelle pour les Juifs au travers des époques, du fait de leur forte association au développement de la loi et de la culture juives :

### Bible à l'époque biblique
- Be'er Sheva, site associé au patriarche Abraham.
- Bet El, lieu associé aux patriarches Abraham et Jacob.
- Shechem, site du tombeau de Joseph. Également important pour les Samaritains, du fait de sa proximité avec le mont Garizim.
- Shilo, où le Tabernacle fut entreposé au moins 369 ans selon la tradition.

### Antiquité et Moyen Âge
- Vers l'époque des Hasmonéens, des temples voulant concurrencer celui de Jérusalem furent érigés à Éléphantine et Léontopolis (Égypte).
- Yavne et Sepphoris furent les sites du Sanhédrin suivant la destruction du Second Temple.
- Tibériade fut le dernier lieu où se tint le Sanhédrin, et abrite également nombre de tombes de grandes figures, notamment celles de Moïse Maïmonide et de son père.
- Bnei Brak compta parmi ses habitants Rabbi Akiva, qui y tint également son académie.
- Soura, Poumbedita, Mahuza et Nehardea furent les sites des académies talmudiques en Babylonie.
- Cordoue (Espagne), Kairouan (Tunisie) et Narbonne (France) furent parmi les premiers centres d'étude en Occident, à la suite du déclin de Babylone. Maïmonide est également né à Cordoue.
- Mayence (Allemagne) était l'un des trois grands centres du judaïsme rhénan, avec Spire et Worms. Guershom ben Juda, le « fondateur » du judaïsme ashkénaze y tint son académie.
- Troyes en Champagne, ville d'origine de Rachi, et probablement de sa tombe. Ramerupt, non loin situé, fut le centre historique des Tossafistes.
- Lublin (Pologne), site du Conseil des Quatre Terres et centre de la vie ashkénaze du XVIe au XVIIIe siècle. Vilna (Lituanie) et Munkacs furent également de grands centres d'étude, appelées les "Jérusalem" de l'Europe.
- Thessaloniki (Salonique, Grèce), centre spirituel du judaïsme sépharade après l'expulsion de 1492 et sous l'Empire ottoman.
- Fès (Maroc), où Maïmonide composa son commentaire de la Mishna et fit ses études non religieuses.

### Hassidisme
- Belz (Ukraine), lieu d'origine de la dynastie de Belz (en).
- Góra Kalwaria (Pologne), lieu d'origine de la dynastie de Gour
- Lubavitch (Biélorussie), point de rencontre des Loubavitcher Hassidism.
- Medzhybizh (Ukraine), où le Baal Shem Tov vécut et enseigna.
- Satu Mare (Transylvanie, Roumanie), lieu d'origine des Satmar.
- Ouman (Ukraine), où se trouve la tombe de Rabbi Nahman de Bratslav.
- Leżajsk (Pologne), se trouve la tombe de Rabbi Elimelekh de Leżajsk et  où  il vécut et enseigna.

## Shintoïsme
1. Ise (Japon), site du Grand Temple d'Ise
2. Nagoya (Japon), site du temple d'Atsuta
3. Izumo (Japon), site du grand sanctuaire d'Izume
4. Kyoto (Japon), site de temples importants dont ceux de Yasaka, Fushimi Inari et Iwashimizu. Kyoto est aussi l'ancienne capitale dans laquelle résidaient autrefois les Empereurs.
5. Kamakura (Kanagawa) (Japon), site de temples dont le sanctuaire de Tsurugaoka Hachiman, le Hase-dera, et de nombreux autres sites possédant une importance culturelle ou religieuse.

## Sikhisme
1. Temple d'Or (Inde), édifice le plus sacré des sikhs
2. Les cinq Takhts (Inde)